# Stadionul Regie
Stadionul Regie este un stadion multifuncțional din Sectorul 6, București, România. Este folosit în principal pentru meciuri de fotbal și a fost terenul de acasă al echipei Sportul Studențesc București timp de 94 de ani. Are o capacitate de 10.020 de locuri pe scaune.
În trecut, a fost cunoscut sub numele de Belvedere (între anii 20’-50’, după numele cartierului din acea vreme) si C.A.M. (Casa Autonomă a Monopolurilor). În 2022, Academia Germană de Fotbal a închiriat stadionul până în 2028. Clubul de anvergură locală avea în 2025 o școală de juniori, precum și o echipă în Liga a IV-a București, iar stadionul era îngrijit la standarde de Liga a II-a, cu o tribună I bine amenajată.

## Capacitate
Capacitatea stadionului după ultima renovare este de 10.020 de locuri.